# Katarinia cephalota
Katarinia cephalota là một loài bọ cánh cứng trong họ Cerambycidae.